# Přibyslav (zámek)
Zámek Přibyslav je původně renesanční zámek ležící ve stejnojmenném městě, s výraznými barokními a klasicistními úpravami. Dlouhou dobu byl v majetku rodu Dietrichsteinů, od 20. let 20. století v něm sídlilo městské muzeum a od 70. let 20. století zde bylo budováno hasičské muzeum. Je chráněn jako kulturní památka České republiky.

## Vznik zámku
Kolem roku 1560 nechal Zachariáš z Hradce vystavět zámek na místě starého hospodářského dvora, který náležel k původnímu hradu. Původně vznikl jako lovecký zámeček a letní sídlo ve stylu italské renesance. Jeho obdélníková budova dnes tvoří zadní, jižní trakt čtyřkřídlého zámeckého areálu. Stavitelé nejspíš využili původní sklepení panského dvora, neboť v jihozápadním nároží zůstala dochována gotická křížová klenba na dvou kamenných sloupech. V dveřním ostění místnosti je také zachován erb pánů z Hradce s letopočtem 1565.

## Vlastníci

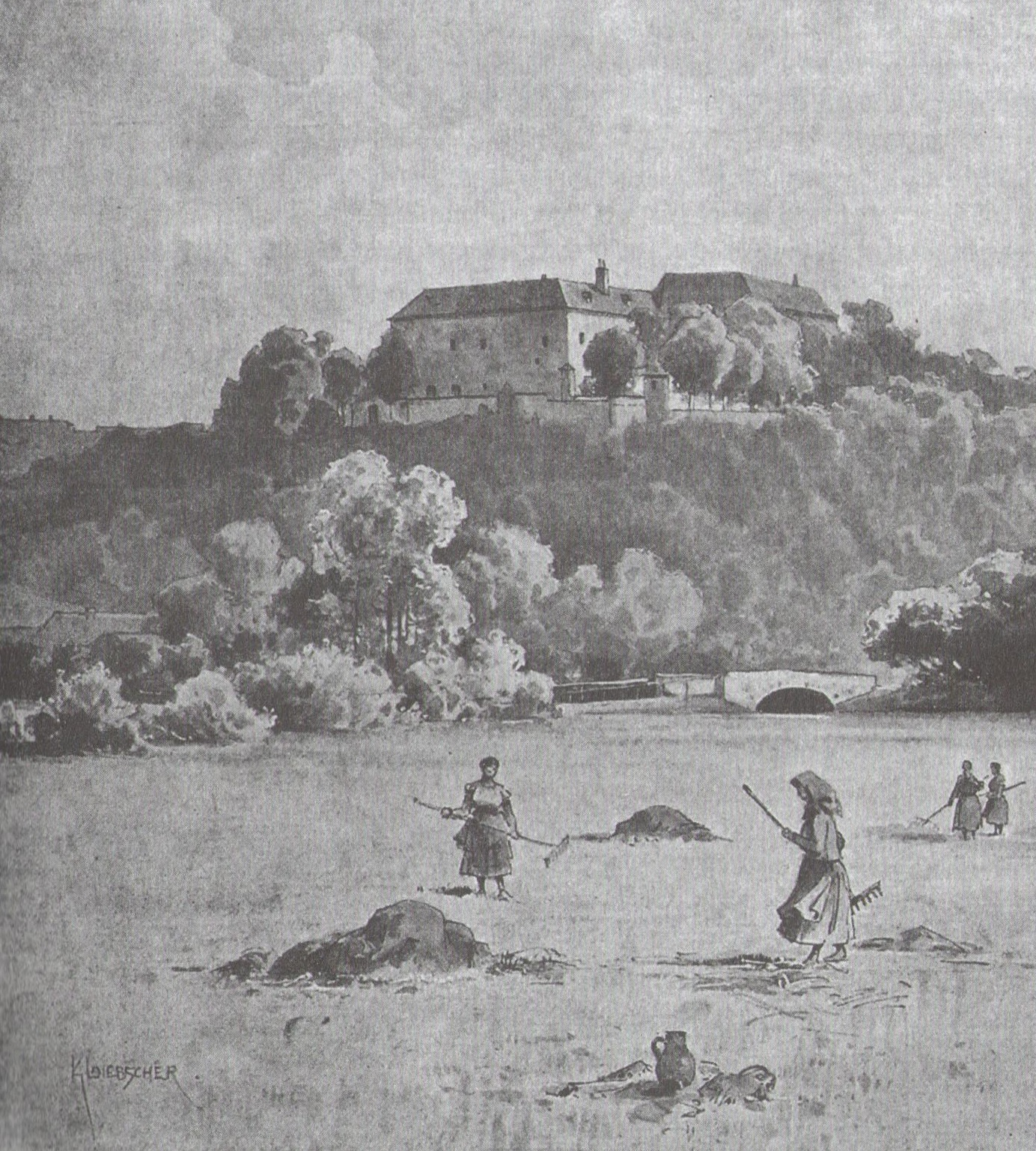
Zámek Přibyslav
na obraze Karla Liebschera

Dědicové Zachariáše z Hradce po jeho smrti prodali zámek Zejdlicům ze Šenfelda. Ti jej ztratili po bitvě na Bílé hoře, neboť patřili k protestantům a ubytovali u sebe „zimního krále“ Fridricha Falckého při jeho útěku z Čech. Zkonfiskovaný zámek koupil za 150 tisíc zlatých kardinál František z Dietrichsteina a v držení rodu Dietrichsteinů zůstal až do roku 1923.
Poslední majitelkou panství byla hraběnka Festetitsová, která zámek po pozemkové reformě prodala Okresní správní komisi města Přibyslavi, která začala všechny obytné prostory pronajímat. Po roce 1945 pokračovala ve správě obytných částí domovní správa města, zatímco v nejstarší části zámku, v jeho zadním traktu byla expozice městského muzea. V roce 1976 zámek převzal Federální výbor svazu požární ochrany, který zde zřídil tematickou výstavu a metodické zařízení. V současnosti je zámek majetkem Sdružení hasičů Čech, Moravy a Slezska a sídlí zde Hasičské muzeum.

## Stavební vývoj
Zámecký komplex se rozkládá kolem dvou obdélníkových nádvoří. Nejstarší renesanční budova tvoří v současnosti jeho zadní trakt, původní sloh byl dlouho patrný v arkádovém ochozu s toskánským sloupořadím. V 18. století, nejspíše za Karla Maxmiliána z Dietrichsteina byl zámek rozšířen o severní barokní přístavbu s dnešním prvním nádvořím, která byla výrazně rozsáhlejší než původní budova. V roce 1767 spolu s městem vyhořel a byl záhy bez přílišných okras opraven. Mezi lety 1794 a 1810 byl klasicistně upraven a přizpůsoben novému účelu. V té době zde měli kanceláře i služební byty úředníci hospodářské správy polenského panství. V roce 1847 zámek znovu vyhořel a tehdejší vlastník František Josef z Dietrichsteina nechal upravit čelní fasádu v empírovém stylu. Severní průčelí zdobí erb rodu Dietrichsteinů, restaurovaný Petrem Mášou v roce 2007.
Městské muzeum, které v nejstarší části zámku sídlilo od 20. let 20. století, opustilo budovu v roce 1975, kdy na popud JUDr. Miroslava Řepiského začala rozsáhlá přestavba, zcela dokončená až počátkem 90. let. Muzejní exponáty byly odvezeny, včetně tzv. Žižkovy síně, otevřené teprve roku 1974. S postupující rekonstrukcí sem byly převáženy archivní materiály z pražského Hasičského domu. V roce 1983 byla otevřena Stálá výstava požární ochrany. Zajímavostí je, že se při rekonstrukci počítalo už pouze s elektrickým vytápěním, a tak zámek nemá žádný komín.
V roce 1957 byla v zámeckém parku odhalena socha Jana Žižky z Trocnova od akademického sochaře Bohumila Kafky.